# 目時政彦
目時 政彦（めとき まさひこ、1958年10月29日 - ）は、日本の郵政官僚、外交官。現在、万国郵便連合（UPU）国際事務局長、日本郵便株式会社執行役員。二本松郵便局郵便局長、在タイ日本国大使館一等書記官を歴任。

## 来歴
1958年10月29日生まれ。東京大学文学部社会心理学専修課程卒業後、1983年（昭和58年）、郵政省入省。以降、国内の郵政省内では郵政民営化推進室、民営化後は国際・調査部企画役、国際事業部などを歴任し、国際郵便分野をはじめとする郵便業務全般に精通しているとされる。2014年（平成26年）4月より日本郵便株式会社の執行役員。このほか、1989年（昭和64年、平成元年）より1年間、二本松郵便局郵便局長、1992年（平成4年）より3年間在タイ日本国大使館一等書記官を務めた。
万国郵便連合とのつながりでは、1999年（平成11年）に北京で開かれた第22回万国郵便大会議では第5委員会（郵便金融業務）の議長を務めた。2012年（平成24年）10月に郵便業務理事会(POC)の議長に就任し、2016年（平成28年）10月6日に再選されており、国際的な実績や加盟国の知名度が高いと評価されている。
2018年（平成30年）10月25日にスイスで開催されたUPU年次会合において、佐藤ゆかり総務副大臣が国際事務局長の次期選挙に目時を擁立すると発表。当初は2020年（令和2年）にコートジボワールで開催される年次総会で選挙が行われる予定だったが、新型コロナウイルス感染症の流行のため1年延期となった。2021年（令和3年）8月25日の選挙では102票を集め当選し、2022年1月5日にアジア出身者として初めて国際事務局長に就任した。2022年9月22日、来たる27日に実施予定の故安倍晋三国葬儀に目時が万国郵便連合代表として参列することが、日本国外務省により発表された。

## 人物
- 既婚者であり、息子が一人いる[1]。

## 表彰・栄誉
- 勲三等王冠勲章（タイ王国、1995年）[1]